# Kleinzell
Kleinzell är en ort och kommun  i Österrike. Den ligger i distriktet Lilienfeld i förbundslandet Niederösterreich, 55 km sydväst om huvudstaden Wien. 
Kommunen består av fyra orter (Ortschaften) (inom parentes invånarantal 1 januari 2024):
- Außerhalbach (89)
- Ebenwald (28)
- Innerhalbach (91)
- Kleinzell (661)